# Olivier Delaitre
Pour les articles homonymes, voir Delaitre.
Olivier Delaitre, né le 1er juin 1967 à Metz, est un entraîneur de tennis français, ancien joueur professionnel de 1986 à 2000.
En tant que joueur, il a atteint 4 finales ATP en simple mais n'en a remporté aucune. Sa carrière a été plus prolifique en double avec 15 titres et une 3e place mondiale. Ensuite, il a notamment été entraîneur de Gaël Monfils à ses débuts.

## Carrière
Il commence sa carrière professionnelle en 1986 chez lui au tournoi de Metz par un succès sur l’Égyptien Ahmed El Mehelmy et enchaîne par une première participation à Roland-Garros où il s’incline au premier tour contre le futur finaliste Mikael Pernfors. Il remporte la coupe Galéa en 1987 et atteint la finale de Grenoble l'année suivante.
Son premier résultat probant est une demi-finale au tournoi de Sydney en janvier 1989 après avoir éliminé au premier tour le Suédois Jonas Svensson.
Il remporte son premier tournoi en avril 1990, le challenger de Brest, puis celui de Guadeloupe en février 1991. La fin d’année est brillante puisqu’il atteint successivement la demi-finale de Long Island, battu par Stefan Edberg, la finale de Bordeaux battu par Guy Forget puis celle de Lyon battu par Pete Sampras terminant l’année au 39e rang mondial et 2e français loin derrière Guy Forget no 7.
Après une année difficile en 1992, il atteint sa troisième finale sur le circuit principal en janvier 1993 à Kuala Lumpur. S’il dispute 3 finales de challenger en 93 et 94, il retrouve le haut de l’affiche en 1994 en atteignant les huitièmes de finale à Roland-Garros, performance qu’il réédite à l’Open d'Australie 1995. Il obtient son meilleur classement en simple en février 1995.
En dépit d’un troisième tour à Wimbledon la même année, il n’obtient plus de résultat probant en simple, se consacrant alors pleinement à sa carrière en double. Il dispute son dernier tournoi en avril 1999.
S’il remporte ses premiers succès en double à Guarani en 1991 puis à Marseille en 1993, sa carrière en double explose en 1994, année où il remporte 4 tournois (dont 3 avec Guy Forget), terminant l’année au 20e rang mondial.
Après deux années 1995 et 1996 plus délicates, il revient en 1997 mais surtout en 1998 où il remporte 4 tournois avec Fabrice Santoro et atteint 4 autres finales. Il est no 3 mondial en double en juillet et termine l’année au 12e rang après avoir disputé les demi-finales des Masters de double avec Fabrice Santoro.
En 1999, il remporte trois nouveaux tournois, terminant l’année au 16e rang mondial ainsi que la demi-finale de Wimbledon avec son partenaire Fabrice Santoro battu par la meilleure paire du moment[réf. nécessaire], les Indiens Bhupathi-Paes. Cette année-là, il bat le jeune Roger Federer au premier tour des qualifications de l'Open d'Australie.
Il fait partie des quelques joueurs qui ont pu enregistrer une victoire sur Björn Borg lors de sa deuxième carrière en 1992.
Après un début d’année 2000 plus difficile, il met un terme définitif à sa carrière en juillet 2000 par une victoire en coupe Davis avec Nicolas Escudé contre la paire autrichienne.
Entraineur fédéral auprès de la FFT, il aura en particulier la charge des jeunes joueurs de la « garde noire » à l’INSEP, Josselin Ouanna, Jo-Wilfried Tsonga, et surtout Gaël Monfils qui feront parler d’eux un peu plus tard sur le circuit ATP.
De septembre 2006 à juillet 2008, il travaillait comme entraîneur au Tennis Spora (club de tennis luxembourgeois).
Depuis 2012, il est travailleur indépendant dans la région de Nice.
Victoires sur le top 10 :
- Lyon, 1991, Guy Forget no 6
- Lyon, 1991, Sergi Bruguera no 9
- Hamburg, 1992, Petr Korda no 9
- Stuttgart, 1992, Boris Becker no 6
- Lyon, 1993, Boris Becker no 3

## Coupe Davis
Il débute dans cette compétition en 1994. Il a disputé 7 matchs de double pour 4 succès (avec Arnaud Boetsch, Nicolas Escudé et Fabrice Santoro à 2 reprises) et 3 défaites (avec Jean-Philippe Fleurian, Fabrice Santoro et Guy Forget). Il a également joué et gagné un match de simple sans enjeu contre Henrik Holm, lors du quart de finale 1994 perdu contre les Suédois.
Il a participé à deux finales. En 1991, il est sélectionné lors de la victoire française contre les Américains ; il ne joue aucun match cette année-là (y compris durant les tours précédents) mais il est toutefois officiellement considéré parmi les vainqueurs du fait de sa sélection en finale. Lors de l'échec français en finale de l'édition 1999, il joue le double de la finale aux côtés de Fabrice Santoro, s'inclinant face à la paire Woodforde / Woodbridge.

## Parcours dans les tournois duGrand Chelem

### En simple
| Année | Open d'Australie | Open d'Australie | Internationaux de France | Internationaux de France | Wimbledon      | Wimbledon      | US Open         | US Open      |
| ----- | ---------------- | ---------------- | ------------------------ | ------------------------ | -------------- | -------------- | --------------- | ------------ |
| 1986  | —                | —                | 1er tour (1/64)          | M. Pernfors              | —              | —              | —               | —            |
| 1987  | —                | —                | 1er tour (1/64)          | H. Skoff                 | —              | —              | —               | —            |
| 1988  | —                | —                | —                        | —                        | —              | —              | —               | —            |
| 1989  | 2e tour (1/32)   | D. Cahill        | 1er tour (1/64)          | D. Rostagno              | —              | —              | 2e tour (1/32)  | A. Mansdorf  |
| 1990  | 3e tour (1/16)   | Bo. Becker       | 1er tour (1/64)          | J. Anderson              | 2e tour (1/32) | G. Ivanišević  | 1er tour (1/64) | A. Chesnokov |
| 1991  | —                | —                | 3e tour (1/16)           | F. Clavet                | —              | —              | —               | —            |
| 1992  | 2e tour (1/32)   | M. Jaite         | 1er tour (1/64)          | G. Pozzi                 | 2e tour (1/32) | B. Shelton     | 1er tour (1/64) | M. Stich     |
| 1993  | 1er tour (1/64)  | J. Stark         | 2e tour (1/32)           | J. Tarango               | 2e tour (1/32) | R. Matuszewski | 1er tour (1/64) | S. Edberg    |
| 1994  | 2e tour (1/32)   | M. Wilander      | 1/8 de finale            | J. Courier               | 2e tour (1/32) | A. Krickstein  | 1er tour (1/64) | M. Stich     |
| 1995  | 1/8 de finale    | M. Chang         | 1er tour (1/64)          | J. Van Herck             | 3e tour (1/16) | G. Rusedski    | 1er tour (1/64) | R. Furlan    |
| 1996  | 1er tour (1/64)  | B. Ellwood       | 1er tour (1/64)          | R. Fromberg              | —              | —              | —               | —            |
| 1997  | —                | —                | 2e tour (1/32)           | M. Philippoussis         | Q2             | H. J. Davids   | —               | —            |
| 1998  | Q3               | K. Braasch       | 2e tour (1/32)           | F. Clavet                | —              | —              | —               | —            |
| 1999  | Q2               | Doug Flach       | Q3                       | Diego Moyano             | —              | —              | —               | —            |

N.B. : à droite du résultat se trouve le nom de l'ultime adversaire.

### En double
| Année | Open d'Australie                                                                    | Open d'Australie                                                                        | Internationaux de France                                                             | Internationaux de France                                                             | Wimbledon                                                                                  | Wimbledon | US Open | US Open |
| ----- | ----------------------------------------------------------------------------------- | --------------------------------------------------------------------------------------- | ------------------------------------------------------------------------------------ | ------------------------------------------------------------------------------------ | ------------------------------------------------------------------------------------------ | --------- | ------- | ------- |
| 1987  | —                                                                                   | —                                                                                       | 1er tour (1/32) T. Champion \|\| style="text-align:left;" \| T. Carbonell J. Sánchez | —                                                                                    | —                                                                                          | —         | —       |         |
| 1988  | —                                                                                   | —                                                                                       | 2e tour (1/16) S. Grenier \|\| style="text-align:left;" \| K. Flach R. Seguso        | —                                                                                    | —                                                                                          | —         | —       |         |
| 1989  | 1er tour (1/32) M. Laurendeau \|\| style="text-align:left;" \| M. Davis B. Drewett  | 1er tour (1/32) L. Courteau \|\| style="text-align:left;" \| U. Riglewski T. Svantesson | —                                                                                    | —                                                                                    | 1er tour (1/32) M. Laurendeau \|\| style="text-align:left;" \| B. Drewett W. Masur         |           |         |         |
| 1990  | 2e tour (1/16) M. Laurendeau \|\| style="text-align:left;" \| P. Aldrich D. Visser  | 2e tour (1/16) G. Raoux \|\| style="text-align:left;" \| S. Bruguera N. Pereira         | —                                                                                    | —                                                                                    | 2e tour (1/16) M. Rosset \|\| style="text-align:left;" \| N. Aerts D. Marcelino            |           |         |         |
| 1991  | —                                                                                   | —                                                                                       | 1er tour (1/32) R. Gilbert \|\| style="text-align:left;" \| G. Muller D. Visser      | —                                                                                    | —                                                                                          | —         | —       |         |
| 1992  | —                                                                                   | —                                                                                       | 2e tour (1/16) R. Gilbert \|\| style="text-align:left;" \| J. Grabb R. Reneberg      | —                                                                                    | —                                                                                          | —         | —       |         |
| 1993  | —                                                                                   | —                                                                                       | 1er tour (1/32) A. Boetsch \|\| style="text-align:left;" \| H. de la Peña J. Lozano  | 1/8 de finale A. Boetsch \|\| style="text-align:left;" \| P. Kühnen G. Muller        | 1er tour (1/32) J.-P. Fleurian \|\| style="text-align:left;" \| T. Woodbridge M. Woodforde |           |         |         |
| 1994  | 1er tour (1/32) S. Simian \|\| style="text-align:left;" \| S. Edberg P. Korda       | 1er tour (1/32) A. Boetsch \|\| style="text-align:left;" \| D. Adams A. Olhovskiy       | 2e tour (1/16) S. Simian \|\| style="text-align:left;" \| B. Black J. Stark          | 2e tour (1/16) G. Forget \|\| style="text-align:left;" \| D. Adams A. Olhovskiy      |                                                                                            |           |         |         |
| 1995  | 1er tour (1/32) A. Boetsch \|\| style="text-align:left;" \| M. Kratzmann B. Steven  | 1er tour (1/32) P. Rafter \|\| style="text-align:left;" \| R. Leach S. Melville         | 1/8 de finale D. Prinosil \|\| style="text-align:left;" \| M. Knowles D. Nestor      | 1er tour (1/32) M. Rosset \|\| style="text-align:left;" \| J. Novák D. Rikl          |                                                                                            |           |         |         |
| 1996  | 2e tour (1/16) F. Santoro \|\| style="text-align:left;" \| S. Draper J. Stoltenberg | 2e tour (1/16) J. Tarango \|\| style="text-align:left;" \| L. Lobo J. Sánchez           | —                                                                                    | —                                                                                    | 1/8 de finale J. Tarango \|\| style="text-align:left;" \| H. J. Davids S. Schalken         |           |         |         |
| 1997  | —                                                                                   | —                                                                                       | 1/8 de finale F. Santoro \|\| style="text-align:left;" \| L. Arnold Ker D. Orsanic   | 1er tour (1/32) G. Raoux \|\| style="text-align:left;" \| B. Haygarth G. Van Emburgh | 1er tour (1/32) F. Santoro \|\| style="text-align:left;" \| A. Berasategui D. Roditi       |           |         |         |
| 1998  | 1/8 de finale F. Santoro \|\| style="text-align:left;" \| E. Ferreira R. Leach      | 1er tour (1/32) S. Grosjean \|\| style="text-align:left;" \| W. Black S. Lareau         | —                                                                                    | —                                                                                    | 1/8 de finale D. Adams \|\| style="text-align:left;" \| J. Björkman P. Rafter              |           |         |         |
| 1999  | 1/8 de finale F. Santoro \|\| style="text-align:left;" \| R. Reneberg J. Stark      | 2e tour (1/16) F. Santoro \|\| style="text-align:left;" \| W. Arthurs A. Kratzmann      | 1/2 finale F. Santoro \|\| style="text-align:left;" \| M. Bhupathi L. Paes           | 2e tour (1/16) F. Santoro \|\| style="text-align:left;" \| C. Haggard P. Nyborg      |                                                                                            |           |         |         |
| 2000  | 1er tour (1/32) F. Santoro \|\| style="text-align:left;" \| B. Ellwood M. Tebbutt   | 1er tour (1/32) J. Tarango \|\| style="text-align:left;" \| T. Shimada M. Wakefield     | 1/8 de finale F. Santoro \|\| style="text-align:left;" \| P. Haarhuis S. Stolle      | —                                                                                    | —                                                                                          |           |         |         |

N.B. : le nom du ou de la partenaire se trouve sous le résultat ; le nom des ultimes adversaires se trouve à droite.

## Classement ATP en fin de saison

### En simple
- 1984 : no 496
- 1985 : no 558
- 1986 : no 177
- 1987 : no 298
- 1988 : no 129
- 1989 : no 111
- 1990 : no 151
- 1991 : no 41
- 1992 : no 76
- 1993 : no 80
- 1994 : no 49
- 1995 : no 102
- 1996 : no 218
- 1997 : no 139
- 1998 : no 184
- 1999 : no 595

### En double
- 1986 : no 436
- 1987 : no 514
- 1988 : no 227
- 1989 : no 127
- 1990 : no 166
- 1991 : no 122
- 1992 : no 154
- 1993 : no 90
- 1994 : no 20
- 1995 : no 52
- 1996 : no 91
- 1997 : no 37
- 1998 : no 12
- 1999 : no 16
- 2000 : no 107

## Distinctions
- 1986 : 3e du "Trèfle d'Or" du Républicain Lorrain (trophée décerné aux meilleurs sportifs lorrains de l'année)